# アルフレド・アセベス
アルフレド・アセベス・マルティネス（Alfredo Aceves Martinez , 1982年12月8日 - ）は、メキシコ合衆国ソノラ州出身の元プロ野球選手（投手）。右投右打。

## 経歴

### メキシカンリーグ時代
2001年1月24日、トロント・ブルージェイズと契約し、ドミニカン・サマーリーグでプレイを始める。しかし当時チームには外国人がアセベスしかおらず、また近くの町に行くことすらままならなかったこともあり、孤独感に苛まれるようになる。その結果、球団が2002年もドミニカン・サマーリーグでのプレイを命じた際にはメキシコに留まった。これを受けて、翌2002年4月24日にメキシカンリーグへと移籍。同リーグでは2005年頃から主に先発を務めるようになり、2007年までプレイを続けた。

### ヤンキース時代

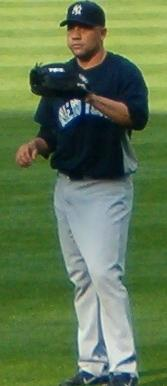
ニューヨーク・ヤンキース時代
（2009年7月30日）

2008年2月1日、ニューヨーク・ヤンキースと契約。ヤンキース入団後はマイナーリーグからのスタートだったが、25試合に投げて8勝6敗、防御率2.62、WHIP0.98と安定した働きを見せ、8月28日にヤンキースとメジャー契約を結び、8月31日のトロント・ブルージェイズ戦で、8回表、3番手のピッチャーとしてメジャー初登板を果たす。ヤンキー・スタジアムの53000人を超える大観衆が見守る中、6番のアダム・リンドから始まる3人を連続で打ち取ると、9回表も三者凡退に退けた。この好投が評価されて、4日後の9月4日には、1.1回で6安打5失点と打ち込まれた先発のダレル・ラズナーの後を受けて2番手として登板。5回で97球を投げ、ウィリー・アイバーのホームランによる1失点に抑えるなど、スタミナもあるということをアピールした。更にラズナーに代わってローテーションに組み込まれることになり、9月9日のロサンゼルス・エンゼルス・オブ・アナハイム戦では初の先発投手を務めて7回を89球で1失点に抑え、メジャー初白星を手にした。その後2回の先発でも、それぞれ6回2失点、6回無失点という内容で、3試合連続のQSを記録。防御率は1.38という高さにまで達していたが、シーズン最後の登板となった9月26日のボストン・レッドソックス戦では、それまでの5登板で9回あたり2.08個しか与えていなかった四球を4個与えてしまうなど制球が定まらず、加えてケビン・ユーキリスとジャコビー・エルズベリーの2人にはホームランを許し、4回4失点と打ち込まれた。この4失点で防御率は2.40にまで急落。それでもルーキーとしては及第点以上の数字を残した。
2009年もシーズンの大部分をメジャーで過ごす。前半戦で22試合に投げ、5勝1敗、防御率2.49をマーク。後半戦は防御率4.65とやや失速したが前半戦と同じく5勝を挙げ、シーズンでは43試合で10勝1敗、防御率3.54を記録した。この年は1試合を除いてリリーフを務め、ヤンキースのルーキー投手でリリーフとして2ケタ勝利を挙げた史上3人目の投手となった。またプレーオフでも4試合でマウンドに立った。
2010年は自身初の開幕ロースター入りを果たし、5月8日までに10試合に登板するも、腰痛で故障者リスト入りした。マイナーではリハビリも兼ねて8月に復帰し、7試合に登板したがメジャー昇格はならず、結局故障者リスト入り以降のシーズン全てを棒に振ってしまった。更にシーズン終了後に自転車の事故で肋骨を骨折し、12月2日にはヤンキースに解雇される。

### レッドソックス時代
2011年2月8日にボストン・レッドソックスと1年契約を結んだ。3月31日にAAA級ポータケット・レッドソックスへ異動し、AAA級で開幕を迎えた。4月8日にメジャーへ昇格。昇格後は6試合に登板したが、4月21日にAAA級へ降格。5月6日に再昇格した。この年は55試合に登板し、10勝2敗2セーブ、防御率2.61だった。
2012年は、怪我で前半戦欠場となったアンドリュー・ベイリーの代役で守護神を務めた。ベイリーが復帰してからは、守護神を受け渡したが、当初はこれを不服として球団と確執が起こり出場停止処分も受けた。この年は自己最多の69試合に登板し、2勝10敗25セーブ、防御率5.36だった。
2013年開幕前の3月に開催された第3回ワールド・ベースボール・クラシック(WBC)のメキシコ代表に選出された。3月9日のカナダ戦では、乱闘を起こし退場になった。シーズンは11試合の登板にとどまり、10月4日にフリーエージェント（FA）となった。

### ヤンキース復帰
2014年1月15日、ボルチモア・オリオールズとマイナー契約を結んだが、3月28日に放出され、同日に古巣のヤンキースとマイナー契約を結んだ。開幕をAAA級スクラントン・ウィルクスバリ・レイルライダースで迎え、3試合に登板し、防御率1.98と好投。5月3日にヤンキースとメジャー契約を結んだ。昇格後はリリーフとして10試合に登板したが、防御率6.52と結果を残せず、6月4日にDFAとなり、6月7日にAAA級スクラントン・ウィルクスバリへ降格した。7月3日には薬物検査に陽性反応を示したため、50試合の出場停止処分を受けた。

### メキシカンリーグ復帰
2015年3月7日にサンフランシスコ・ジャイアンツとマイナー契約を結び、メキシカンリーグのモンテレイ・サルタンズに派遣される。オフに自由契約となる。
2016年4月5日にモンテレイ・サルタンズと契約。7月11日に解雇となる。
2017年5月19日にサルティーヨ・サラペメーカーズと契約を結んだが、7月11日に放出された。

## 投球スタイル
90マイル前半のフォーシームと、カットボール、スプリッター、シンカー、チェンジアップ、カーブ、スライダーなどの多彩な球種の組み合わせで投げる技巧派タイプの投手。また、制球力があり、どんなカウントからでも変化球でストライクを取れる、と評価されている。

## 人物
"Alfredo Aceves"という名前は、「アルフレード・アセヴェス」や「アルフレッド・アセベス」と表記されることもある。
2011年現在付けている背番号の91という数字は、シカゴ・ブルズが1995-96シーズンを制覇した際に、彼のお気に入りの選手であるデニス・ロッドマンが付けていた背番号に肖ったものである。
出身地のメキシコでは、ShelyやPatón（大きな足）というニックネームをもらっている。一方メジャーリーグでは、名前の綴り"Aceves"から、"Ace（エース）"の愛称で呼ばれている。
2008年11月に結婚した。
父のアルフレド・アセベス（Alfredo Aceves）は、かつてメキシカンリーグでプレイした一塁手で、兄のジョナサン・アセベス（Jonathan Aceves）は、現在メキシカンリーグで主に捕手としてプレイしている。

## 詳細情報

### 年度別投手成績
| 年 度    | 球 団    | 登 板 | 先 発 | 完 投 | 完 封 | 無 四 球 | 勝 利 | 敗 戦 | セ 丨 ブ | ホ 丨 ル ド | 勝 率 | 打 者 | 投 球 回 | 被 安 打 | 被 本 塁 打 | 与 四 球 | 敬 遠 | 与 死 球 | 奪 三 振 | 暴 投 | ボ 丨 ク | 失 点 | 自 責 点 | 防 御 率 | W H I P |
| -------- | -------- | ----- | ----- | ----- | ----- | -------- | ----- | ----- | -------- | ----------- | ----- | ----- | -------- | -------- | ----------- | -------- | ----- | -------- | -------- | ----- | -------- | ----- | -------- | -------- | ------- |
| 2008     | NYY      | 6     | 4     | 0     | 0     | 0        | 1     | 0     | 0        | 0           | 1.000 | 120   | 30.0     | 25       | 4           | 10       | 0     | 0        | 16       | 1     | 0        | 8     | 8        | 2.40     | 1.17    |
| 2009     | NYY      | 43    | 1     | 0     | 0     | 0        | 10    | 1     | 1        | 5           | .909  | 337   | 84.0     | 69       | 10          | 16       | 2     | 5        | 69       | 0     | 0        | 36    | 33       | 3.54     | 1.01    |
| 2010     | NYY      | 10    | 0     | 0     | 0     | 0        | 3     | 0     | 1        | 1           | 1.000 | 53    | 12.0     | 10       | 1           | 4        | 1     | 1        | 2        | 0     | 0        | 5     | 4        | 3.00     | 1.17    |
| 2011     | BOS      | 55    | 4     | 0     | 0     | 0        | 10    | 2     | 2        | 11          | .833  | 474   | 114.0    | 84       | 8           | 42       | 1     | 15       | 80       | 1     | 2        | 37    | 33       | 2.61     | 1.11    |
| 2012     | BOS      | 69    | 0     | 0     | 0     | 0        | 2     | 10    | 25       | 0           | .167  | 361   | 84.0     | 80       | 11          | 31       | 2     | 6        | 75       | 3     | 1        | 51    | 50       | 5.36     | 1.32    |
| 2013     | BOS      | 11    | 6     | 0     | 0     | 0        | 4     | 1     | 0        | 0           | .800  | 169   | 37.0     | 42       | 8           | 22       | 0     | 0        | 24       | 0     | 2        | 21    | 20       | 4.86     | 1.73    |
| 2014     | NYY      | 10    | 0     | 0     | 0     | 0        | 1     | 2     | 0        | 1           | .333  | 85    | 19.1     | 23       | 6           | 4        | 0     | 1        | 16       | 0     | 1        | 14    | 14       | 6.52     | 1.40    |
| MLB：7年 | MLB：7年 | 204   | 15    | 0     | 0     | 0        | 31    | 16    | 29       | 18          | .660  | 1599  | 380.1    | 333      | 48          | 129      | 6     | 28       | 282      | 5     | 6        | 172   | 162      | 3.83     | 1.21    |

### 年度別守備成績
| 年 度 | 球 団 | 投手（P） | 投手（P） | 投手（P） | 投手（P） | 投手（P） | 投手（P） |
| 年 度 | 球 団 | 試 合     | 刺 殺     | 補 殺     | 失 策     | 併 殺     | 守 備 率  |
| ----- | ----- | --------- | --------- | --------- | --------- | --------- | --------- |
| 2008  | NYY   | 6         | 3         | 2         | 0         | 2         | 1.000     |
| 2009  | NYY   | 43        | 2         | 9         | 2         | 1         | .846      |
| 2010  | NYY   | 10        | 0         | 2         | 0         | 0         | 1.000     |
| 2011  | BOS   | 55        | 6         | 5         | 0         | 1         | 1.000     |
| 2012  | BOS   | 69        | 9         | 12        | 2         | 1         | .913      |
| 2013  | BOS   | 11        | 2         | 7         | 2         | 0         | .818      |
| 2014  | NYY   | 10        | 2         | 1         | 0         | 0         | 1.000     |
| MLB   | MLB   | 204       | 24        | 38        | 6         | 5         | .912      |

### 背番号
- 91（2008年 - 2014年）

### 代表歴
- 2013 ワールド・ベースボール・クラシック・メキシコ代表